# Chezala
Chezala é um gênero de traça pertencente à família Agonoxenidae.